# Winnipeg Ice
Die Winnipeg Ice waren ein kanadisches Junioren-Eishockeyteam aus Winnipeg in der Provinz Manitoba. Die Mannschaft gehörte von 2019 bis 2023 der Western Hockey League an und trug seine Heimspiele im Max Bell Centre aus.

## Geschichte
Die Historie der Ice begann 1996 als Edmonton Ice in Edmonton, bevor das Team über 20 Jahre lang in Cranbrook in der Provinz British Columbia angesiedelt war. Dort firmierte es als Kootenay Ice, in Anlehnung an den Indianerstamm der Kootenay. Im Jahre 2017 wurde das Franchise von einer Investorengruppe aus Winnipeg gekauft, die im Januar 2019 verkündeten, dass das Team zur Saison 2019/20 eben dorthin verlegt werden soll. Dabei wurden das Logo sowie die Teamfarben beibehalten, ebenso fungierte James Patrick weiterhin als Cheftrainer. Die Ice trugen ihre Heimspiele vorerst in der Wayne Fleming Arena des Max Bell Centre aus, ebenso wie die Eishockeyteams der University of Manitoba. Eine neue Spielstätte befand sich jedoch bereits im Bau.
Nach vier Spieljahren in der WHL wurde das Team im Juni 2023 verkauft und nach Wenatchee im US-amerikanischen Bundesstaat Washington umgesiedelt. Dort führte es den Spielbetrieb unter dem Namen Wenatchee Wild fort.